# Jerry Wisdom
Gerald Lloyd „Jerry” Wisdom (ur. 28 października 1947 w Kingston, zm. 8 sierpnia 2009 w Nassau) – bahamski lekkoatleta, olimpijczyk.

## Życiorys
W czasie studiów na Uniwersytecie Teksańskim w El Paso trenował skok w dal. Był długoletnim działaczem i trenerem w Bain Town Flyers Track Club. Pełnił funkcje administracyjne w Bahamskim Związku Lekkoatletyki. Pracował także w Chase Manhattan Bank w Rock Sound i był członkiem Postępowej Partii Liberalnej.
Uczestnik Letnich Igrzysk Olimpijskich 1968, na których wystąpił w dwóch konkurencjach. W skoku w dal zajął 30. miejsce wśród 35 startujących zawodników (6,99 m). W sztafecie 4 × 100 m dotarł do półfinału, w którym Bahamczycy zostali zdyskwalifikowani. W biegu eliminacyjnym, Bahamczycy z Wisdomem w składzie uzyskali wynik 39,45 s, który był rekordem kraju przez 25 lat.
Na Igrzyskach Imperium Brytyjskiego i Wspólnoty Brytyjskiej 1966 osiągnął 16. miejsce w skoku w dal, wyprzedzając dwóch zawodników (6,67 m). Podczas Igrzysk Brytyjskiej Wspólnoty Narodów 1970 zajął ostatnie 23. miejsce w skoku w dal (6,41 m), ponadto wystartował w sztafecie 4 × 100 m, która nie ukończyła biegu eliminacyjnego.
Rekord życiowy w skoku w dal – 7,51 (1969).